# 莱昂纳德·多罗夫泰伊
莱昂纳德·多罗夫泰伊（羅馬尼亞語：Leonard Doroftei，1970年4月10日—），罗马尼亚男子拳击运动员。他曾代表罗马尼亚参加1992年和1996年夏季奥林匹克运动会拳击比赛，获得二枚铜牌。